# Viotá
Viotá là một khu tự quản thuộc tỉnh Cundinamarca, Colombia. Thủ phủ của khu tự quản Viotá đóng tại Viotá Khu tự quản Viotá có diện tích ki lô mét vuông. Đến thời điểm ngày 28 tháng 5 năm 2005, khu tự quản Viotá có dân số 15077 người.